# Suikerindustrie in Amsterdam

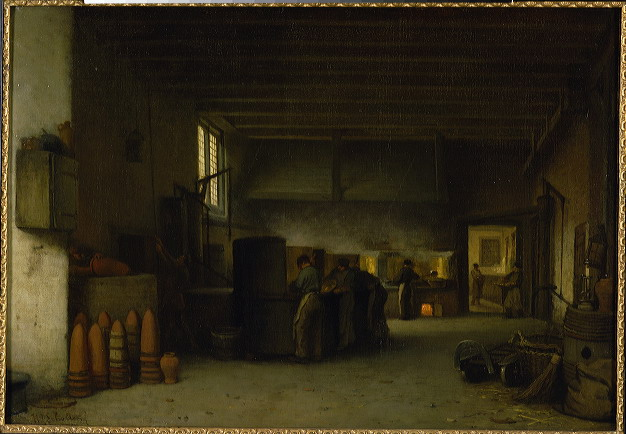
Suikerfabriek "De Granaatappel"

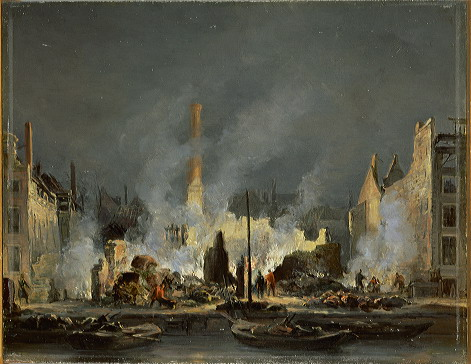
Brand in suikerfabriek "Het Paardehoofd"

Onder de suikerindustrie in Amsterdam wordt de productie van suiker in suikerfabrieken in Amsterdam verstaan. 
In de Amsterdamse wijk Jordaan was een hoge concentratie aan suikerraffinaderijen. Er moeten er 130 geweest zijn. In 1605 waren er drie suikerraffinaderijen; in 1662 werd gemeld:
In deze stad zijn veel suykerbakkerijen, wel meer als 50. 't Zijn grote huysen daar al te met wel voor 2 tonne goudts aan suyker in één suykerbakkerij is, hier zijn ketels of groote diepe pannen daar de suyker ingedaan en met wit water, dat op kalk heeft ghestaan, gekookt worden en zijn tijdt genoden hebbende, doet men de suyker in potten, die duyzenden in werkhuyzen zijn; ja een suykerbakker heeft wel voor vijfigh od tsestigh duysend guldens alleen aan potten van doen, zoo groote als kleyne: in deze potten staat het van onder tot boven op alle solders zoo vol, dat er maar een deurgank is om een mens door te laten gaan, en dese huysen zijn gemeenlijk vijf en zes verdiepingen hoogh.
In 1785 was het totaal aantal suikerbakkerijen opgelopen tot 112. 
Bekende suikerraffinaderijen in de Jordaan waren onder meer De Bruyn & Zn., de latere Nederlandsche Suikerraffinaderij; Kleine; Petrovich; Beuker & Hulshof; De berg Etna; De Drie Suykerbroden; De Granaatappel (Lijnbaansgracht); De Mercuur. Deze bedrijven zorgden, samen met andersoortige bedrijvigheid, voor een aanzienlijke lucht- en watervervuiling.
In 1862 waren er nog vijftien suikerraffinaderijen in Amsterdam, waarvan tien een stoommachine bezaten en vijf waren met meer dan vijftig man personeel. De vijf grote industriële raffinaderijen waren:
- Beuker & Hulshoff
- Wijthoff & Zoon
- Spakler & Tetterode ("De Granaatappel")
- Amsterdamsche Stoom-Suikerraffinaderij
- NV Suikerraffinaderij v/h C. de Bruyn & Zonen, later Nederlandsche Suikerraffinaderij. Zij richtten in 1858 de tweede industriële bietsuikerfabriek van Nederland in Zevenbergen op.

Later verdwenen de Amsterdamse suikerraffinaderijen. Het proces werd geïntegreerd in de bietsuikerfabrieken. De Wester Suikerraffinaderij bestond tijdens die overgangsperiode.